# ليندسي باريت جورج
ليندسي باريت جورج (بالإنجليزية: Lindsay Barrett George)‏ هي كاتبة للأطفال وكاتِبة أمريكية، ولدت في 12 يونيو 1952.